# 舍头谏太子二十八宿经
《舍頭諫太子二十八宿經》，又稱《舍頭諫經》、《虎耳經》，收錄於大正藏密教部，有藏譯本和梵語本，印度佛教經典，印度吠陀占星術的二十八納沙特拉（二十八宿）透過本經傳入中國。

## 版本
本經有兩種譯本，收錄於〈密教部〉：
- 《舍頭諫太子二十八宿經》一卷（又名虎耳經、舍頭諫經），西晉僧人竺法護譯出
- 《摩登伽經》二卷，《眾經目錄》、《歷代三寶紀》記載譯者不明，《開元釋教錄》題為竺律炎共支謙譯

另有別生經兩種，收錄於〈經集部〉：
- 《摩鄧女經》一卷（又名摩登女經、阿難為蠱道女惑經、阿難為蠱道呪經），《出三藏記集》記載譯者不明，《開元釋教錄》題為安世高
- 《摩登女解形中六事經》一卷，失譯

## 內容
阿難行乞遇賤民出身的摩登伽女。名為本性（Prakṛti）的摩登伽女對阿難心生愛慕，求母親對阿難施下咒術迷惑其心智，佛陀為阿難解除了摩登伽（Mātaṅga）所下咒術，並度化摩登伽女，令其出家修道，得證阿羅漢果。為解答大眾對低種姓者能加入僧團的疑惑，佛陀講了古時候的大婆羅門蓮花實（Puṣpakārin）考問旃陀羅國王帝勝伽（Triśaṇku）的故事。旃陀羅國王以其淵博的學識，重新闡釋種姓，追溯吠陀源流，列舉星占預言，贏得了大婆羅門的認可，讓太子虎耳（Śārdūlakarṇa）迎娶大婆羅門的女兒本性為妻，虎耳太子就是阿難，而婆羅門女本性就是摩登伽女。
在故事中包含了豐富的星宿占卜內容以及早期的印度曆法，其內容包括：星宿的名稱、特徵，時間的單位，度量衡的單位，星象和出生者的命運、性格，其他各種預言，以及諸星宿的宜忌事項。
經中作為引子的阿難和摩登伽女故事，亦記載於《雜譬喻經》（T205）第二十六則、《鼻奈耶》卷三、《天譬喻》第三十三品、《大毘婆沙論》卷十八、《六字呪王經》、《呪六字神王經》、《六字神呪王經》以及《大佛頂首楞嚴經》卷一。在斯里蘭卡盛行的破魔護咒《水喜護衛偈》（Jalanandana Paritta），其背後的故事也是同一則傳說。